# Castelnau-d'Auzan-Labarrère
Castelnau-d'Auzan-Labarrère è un comune francese del dipartimento del Gers della regione dell'Occitania.
È stato creato il 1º gennaio 2016 dalla fusione dei preesistenti comuni di Castelnau-d'Auzan e Labarrère.
Il capoluogo è la località di Castelnau-d'Auzan.